# Labin
Labin (olaszul Albona) város és község (járás) Horvátországban, Isztria megyében. 

## A község (járás) települései
A községhez (járáshoz) Labinon kívül még 16 falu tartozik: Bartići, Breg, Duga Luka, Gondolići, Gora Glušići, Kapelica, Kranjci, Marceljani, Presika, Rabac, Ripenda Kosi, Ripenda Kras, Ripenda Verbanci, Rogočana, Salakovci és Vinež.

## Fekvése
Az óváros az Isztria keleti partján, de a parttól mintegy 2 km-re egy Plomin és Rabac közötti 320 méteres magaslaton fekszik. Város újabb része az óváros alatt a Fiume-Póla főút mellett található. Labin a Labinštinának nevezett tájegység székhelye, kulturális és közigazgatási központ. A mai város két jól elkülönülő részből; a hegyre épült óvárosból és a jóval később alapított bányásztelepülésből, Podlabinból áll. Az óváros bástyás falakon keresztül érhető el. Kis főterén áll a 16. századból származó városháza és a Szent Jusztin templom. Barokk épületei közül külön figyelmet érdemel a városi magtár, a Fontego, mely a 16. században épült. Az 1537-ben épült Mária templom értékes belső faragásairól és velencei művészek festményeiről híres. A tenger és a Kvarner szigetei, a festői, szőlőkkel borított domboldalak látványa a fellegvárból látható a legjobban.

## Története

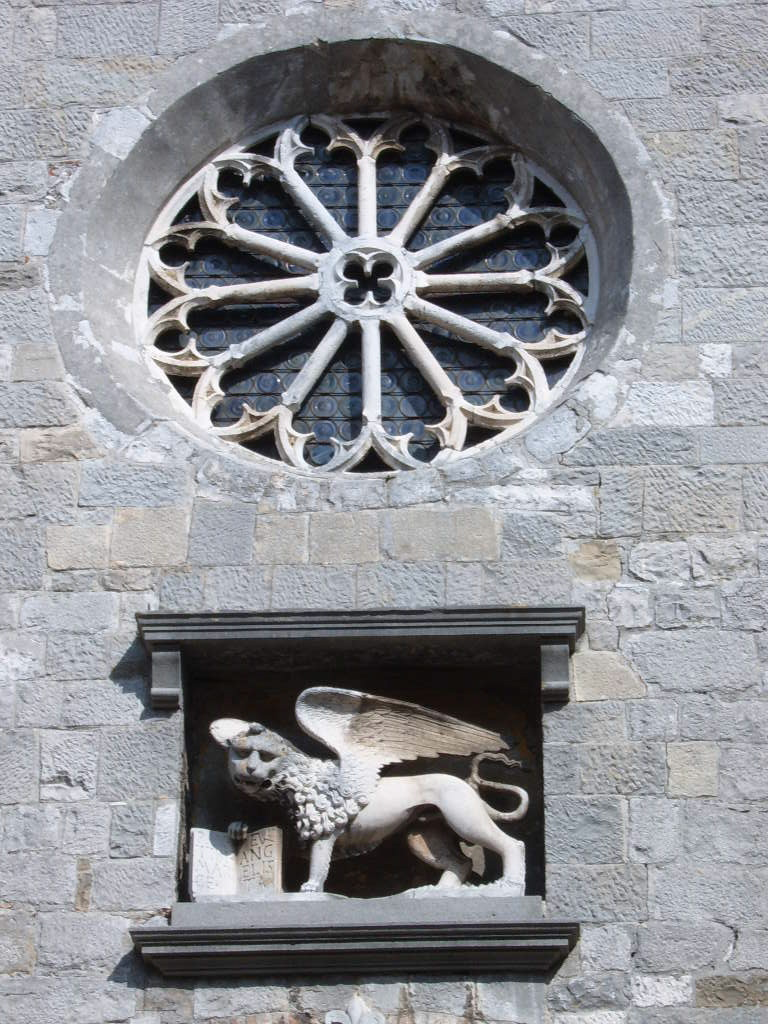
Labin plébániatemplomának homlokzata

Az élet első nyomai még a történelem előtti időkig nyúlnak vissza. Labin óvárosa helyén már a bronzkorban erődítmény állt. Ennek helyén az i. e. 4. században feltehetően a kelták alapították meg Alvonát. Történészek szerint neve magaslaton fekvő várat, vagy települést jelent. Az i. e. 1. században a liburn nép hazája volt, Titus Livius szerint lakói abban az időben kalózok voltak. Isztria i. e. 177-ben került római uralom alá, az új határ a Raša folyó lett. A rómaiak érkezése után Albona (Alvona) a Claudia nemzetséghez tartozó római jogú város, municipium lett. Első írásos említése 285-ben történt. A római jelenlétet számos fennmaradt sírkő és a házi isteneknek szentelt áldozati oltárkő igazolja. A város Illyricum tartomány részeként egy kisebb közigazgatási területhez, Liburniához tartozott. 476 után előbb a keleti gótok, a bizánciak, majd a longobárdok uralma következett. A szlávok jelenlétéről a 6. és 7. századból származnak az első feljegyzések. A frankok érkezése (788) után egy békésebb időszak következett, kiépült a hűbérúri rendszer és az Isztria keleti részére horvát törzsek telepedtek le. 804-ben Labin küldöttei részt vettek a Nagy Károly és fia Pipin által összehívott birodalmi gyűlésen. Bíborbanszületett Konstantin császár szerint a 10. században a horvát állam határa Labinig ért. A következő századokban hűbérurai német nemesi családok voltak. A 13. század elején lett az aquileiai pátriárka birtoka, aki városi rangját 1208-ban és 1341-ben is megerősítette. Lakói élénk kereskedelmet folytattak a közeli szigetekkel, a város gazdasági jelentősége növekedett. 1420-ban a velencei fennhatóság alá került. 1520-ban született Labinban Matthias Flacius protestáns teológus, történész. Ebből az időszakból származnak az első hírek a bányászati tevékenységről. A 17. század elején sikeresen védte meg magát az uszkókok támadásával szemben. 1797-ben megszűnt a velencei Köztársaság. A város 1813-ig francia, majd 1918-ig osztrák uralom alatt állt. A bányászat fejlődésével környékén több kis bányásztelepülés (Krapan, Vinež, Štrmac) létesült. A bányászat lett a Labiština gazdaságának fő hajtóereje. Utak, iskolák, kórházak épültek. Labin ebben az időben túlnyomóan olasz lakosságú volt, de szabadon működhettek a horvát egyesületek is.
A településnek 1880-ban 98, 1910-ben 112 lakosa volt. A város történetének érdekessége a rövid életű, 1921-ben alig egy hónapig fennálló Labini Köztársaság, amelyet az olasz fennhatóságot megelégelő horvát bányászok kiáltottak ki. Az első világháború után Olaszország része lett. A szén és a bauxit bányászatának köszönhetően rendkívüli fejlődésen ment át. Közelében két új település is született Raša (Arsia) és Podlabin (Pozzo Littorio d'Arsia). Fejlődött az infrastruktúra, kiépült a vízvezeték hálózat. A második világháborút követően Labint Jugoszláviához csatolták. A háború utáni első években az itt bányászott szén a „fekete arany” nagyban hozzájárult a jugoszláv ipar fejlődéséhez, emiatt vált szükségessé a Štalije-Lupoglav vasútvonal kiépítése is. A térség gazdasági jelentősége a Labinština nagyarányú közigazgatási és demográfiai változásaihoz vezetett. Az önkormányzati rendszer már nagyon korán az 1950-es években átalakult. Az 1960-as években azonban a bányászat válságba került és ez kedvezőtlenül érintette a tőle függő iparágakat, különösen a fémfeldolgozó ipart. Az elégedetlenség a helyi lakosság kivándorlását eredményezte. A szénbányászat helyettesítésére a következő évtizedben több üzemet létesítettek és a közeli Plominban megépítették a Plomin I. hőerőművet. Labin gazdasága ezután kifejezetten az energiatermelésre és a turizmusra épült. Az 1980-as években a bányászat már csak Tupljak és Potpićan szűkebb vidékére korlátozódott és egyre inkább a turizmus került előtérbe. A város Jugoszlávia felbomlása után 1991-ben a független Horvátország része lett. Jugoszlávia szétesése újabb gazdasági válságot okozott a Labinština történetében. 1993-ban a közigazgatási területi átalakítás szűkítette Labin területét. A Labini járásból megalakult Kršan, Raša, Pićan és Sveta Nedelja község. Az 1990-es években bezárták az utolsó bányákat is és a turizmus lett a helyi gazdaság alapja. 2011-ben a városnnak 6884, a községnek összesen 11703 lakosa volt.

## Lakosság
| Lakosság változása | Lakosság változása | Lakosság változása | Lakosság változása | Lakosság változása | Lakosság változása | Lakosság változása | Lakosság változása | Lakosság változása | Lakosság változása | Lakosság változása | Lakosság változása | Lakosság változása | Lakosság változása | Lakosság változása | Lakosság változása |
| ------------------ | ------------------ | ------------------ | ------------------ | ------------------ | ------------------ | ------------------ | ------------------ | ------------------ | ------------------ | ------------------ | ------------------ | ------------------ | ------------------ | ------------------ | ------------------ |
| 1857               | 1869               | 1880               | 1890               | 1900               | 1910               | 1921               | 1931               | 1948               | 1953               | 1961               | 1971               | 1981               | 1991               | 2001               | 2011               |
| 1641               | 2084               | 2011               | 2115               | 1879               | 1799               | 2557               | 2319               | 4011               | 6228               | 6649               | 7261               | 8530               | 9036               | 7904               | 6884               |

## Nevezetességei
- Az óváros[9] az isztriai fellegvár típusú városok sorába tartozik. Mai formáját a 16. és 18. század között nyerte el. A középkori Labint a 14. században falakkal vették körül (Gorica negyed), majd a 16. században a mai Dolica negyed körül újabb védőfalak épültek. A város a 18. és 19. században a falakon kívül is tovább terjeszkedett, új lakóházak és paloták épültek. A főtér (Crć vagy Borgo) körül új negyed jött létre. Az óváros bővelkedik a látnivalókban és műemlékekben. A főtéren áll a 16. századból származó kitűnő állapotban fennmaradt városi loggia és ugyanebből a korból származó, 1589-ben épített Sv. Flora városi főkapu (Porta Sanfior).[10] A kapu felett a város faragott címere és a velencei uralom jelképe a szárnyas velencei oroszlán látható. A loggia[11] az egykori városi közélet fő helyszíne volt, később kőtárat helyeztek el benne. A városi ítélkezés jelképe volt egykor a loggia előtt álló szégyenoszlop. A közelében álló városháza 1900-ban épült.
- Az óváros legrégibb épülete a Szent Jusztusz templom volt, melynek maradványai a mai harangtorony helyén találhatók. A templom valószínűleg még a 6. században épült, a 7. században azonban a benyomuló pogány szlávok és avarok lerombolták. A 10. században teljesen újjáépítették. Ennek maradványaira épült 1623-ban az óváros harangtornya.
- Szűz Mária Születése (Kisboldogasszony) tiszteletére szentelt három hajós plébániatemploma[12] 1336-ban épült gótikus stílusban a 11. századi korábbi plébániatemplom helyén. A templomot története során többször is átépítették, először 1582-ben, aztán 1623-ban, 1834-ben és 1932-ben, homlokzatát 1974-ben újították fel, majd utoljára 1993-ban teljesen megújították. A templom egyike az Isztria azon régi épületeinek, melyek magukon hordozzák a reneszánsz, a barokk és a neoklasszicista stílus elemeit is. Homlokzatán egy szép gótikus rózsaablak, alatta pedig Velence jelképe a szárnyas oroszlán látható a „PAX TIBI MARCE” (béke neked Márk) feliratú nyitott könyvet tartva az 1604-es évszámmal. Ez azt jelenti, hogy béke idején készült, háború idején ugyanis az oroszlánt csukott könyvvel ábrázolták. A homlokzat jobb oldalán található az eredeti, mára elfalazott gótikus kapuzat. 1688-ban helyezték el a homlokzaton a török elleni harcok hősének Antonio Bollaninak a barokk szobrát, a 17. századi isztriai barokk világi szobrászművészet egyik legszebb alkotását.[13] A templom gazdagon díszített belső terében hat márvány oltár található. Közülük említésre méltó a 18. századi Urunk Színeváltozása oltár, melyen egy urnában Szent Jusztusznak az 1664-ben Rómából ide hozott ereklyéit helyezték el. Az 1832-ben készített főoltár képén a Kisboldogasszony ábrázolása látható Szent Jusztusz, Szergiusz, Juliánusz, Tamás és Jakab társaságában. A dalmáciai származású Natale Schiavone alkotása. A jobb oldali Kármelhegyi Boldogasszony oltár képét az itáliai Jacopo Negriti festette. A keresztút képei Valentin Lukas labini festőművész alkotásai a 19. századból. A templomtól kissé távolabb áll az 1623-ban épített harangtorony, mely a legrégibb labini templom maradványain épült. Érdekesség, hogy a templomot kis átjáró köti össze a szomszédos Scampicchio palotával.[14] A Scampicchio család 1582-ben földterületet adományozott a szentély építéséhez, ennek fejében VIII. Orbán pápa engedélyezte, hogy palotájukat egy magán átjáróval összekössék a templommal. Néhány évszázaddal később, 1735-ben XII. Kelemen azzal a feltétellel erősítette meg a családnak ezt a privilégiumát, hogy az átjáróra rácsot tettek.[13] A palota a 15. században épült, 1555-ben reneszánsz stílusban alakították át.
- A 17. században épültek a Franković-Vlačić,[15] Manzini és Negri családok barokk palotái.
- A plébániatemplom és a Battiala-Lazzarini palota között álló Szent István kápolna a 18. században épült. Homlokzata egyike a legszebb és legdíszesebb barokk homlokzatoknak az Isztrián.
- Az 1960-ban alapított Labini Nemzeti Múzeumnak a Battiala Lazzarini-palota[16] ad otthont. A Lazzarini grófok a Labinština területén több birtokkal is rendelkeztek a palotát 1945-ig lakták. A palotát a 18. században építették és az Isztria egyik legreprezentatívabb barokk palotája. A múzeum legérdekesebb része a Kőtár, amelyben a Krisztus előtti 1., 2., és 3. századból származó jelentős római leletek találhatóak. A múzeumban szakrális művek és főként labini horvát festők munkái is megtalálhatóak, mindemellett pedig a régi bányászfelszerelések is ki vannak állítva.[17]
- Az óvárosban található szülőházban van berendezve a Matthias Flacius Illyricus emlékmúzeum. Itt született a 16. század egyik legkiválóbb európai gondolkodója, sokoldalú filológusa, teológusa és történésze. A gyűjtemény három részből áll. Az első rész Mijo Mirkovićról emlékezik meg, aki élete nagy részét Matthias Flacius élete kutatásának és művei tanulmányozásának szentelte. A második rész Flacius életének és személyiségének, a harmadik rész pedig műveinek van szentelve.
- A városi színház épülete 1843-ban épült az 1539-ben épített városi gabonaraktár a fontik átépítésével.
- A városfal belső oldalán áll az 1615-ben épített Kármelhegyi Boldogasszony kápolna. Ma az ismert labini festőművész Vinko Šaina galériája található benne.
- A Szent Miklós-templom[18] egy egyhajós, román stílusú épület, négyszögletes hajóval és belső, félköríves apszissal. A templom faragott kövekből épült és tetejét is kőlapok fedik. Belül dongaboltozatos, falait lizénák tagolják, melyeket ívekkel kötöttek össze, így sekély fülkéket kialakítva közöttük.
- Szent Kozma és Damján-kápolna[19] óvárosa alatt található, egykor a Depangher család sírkápolnája volt. Kisméretű, téglalap alaprajzú épület, téglalap alakú apszissal. Szabályosan faragott kövekből építették, konzolokkal megtámasztott keresztboltozattal, valamint az apszisban dongaboltozattal. A homlokzaton egy gótikus profilozott kapu található, felül csúcsos ívvel lezárva. Egynyílásos harangdúca a oromfalon áll. A belső térben fennmaradtak a 15. század eleji freskók és a 16. és 17. századi glagolita graffitik.
- A falakon kívül még három kisebb templom található: A Szent Mária Magdolna templom[20] a 14. századból, a Szent Antal és a Gyógyító Boldogasszony templom pedig a 15. századból A. Moreschia értékes képeivel. Gyógyító Boldogasszony (Sv. Marije od Zdravlja) templomot 1420 körül építették, később bővítették, homlokzata a 17. században készült. A Mária Magdolna templomot a Scampicchio család építtette a 14. században és temetőkápolnaként is szolgált. Falfestményei a 14. és 15. századból származnak.
- 1970-óta a városban tartják a Mediterrán szobrászati szimpóziumot.
- Labin elővárosában Podlabinban áll az 1942-ben épített Fatimai Szűzanya plébániatemplom. Eredetileg Szent Ferenc tiszteletére volt szentelve és csak az 1960-as években kapta mai titulusát. 1985-ben kívülről renoválták. Az oltár nagy keresztje mellett két érdekes kép látható Mária Gyermekével és Krisztus az Olajfák hegyén. A templom harangtornya 20 méter magas.
- A város közelében találhatók Kunci bronzkori, feltehetően illírek által épített erődített településének falmaradványai.

## Galéria
- Labin, Rabac és környéke a levegőből
- Az óváros látképe dél felől
- Labin látképe az óvárosból
- Labin újabb városrésze
- Az óváros részlete
- A városi múzeum épülete
- Szűk utca az óvárosban
- Az óváros részlete
- Az óváros a harangtoronnyal